# ماکس نونه
ماکس نونه (آلمانی: Max Nonne؛ ۱۳ ژانویهٔ ۱۸۶۱ – ۱۲ اوت ۱۹۵۹) یک پزشک، متخصص اعصاب، و عصب‌شناس اهل آلمان بود.
او پزشکی را در دانشگاه هایدلبرگ، دانشگاه فرایبورگ و دانشگاه هومبولت برلین فرا گرفت و مدرک دکترایش را در سال ۱۸۸۴ میلادی دریافت داشت و بعدها استاد رشتهٔ مغز و اعصاب در دانشگاه هامبورگ شد.
او یکی از ۴ پزشکی بود که در مراحل پایانی بیماری ولادیمیر لنین بر بالینش حاضر شدند تا به ارزیابی وضعیتش بپردازند.